# Kiff
Kiff es una serie de televisión de animación de comedia y musical creada por Lucy Heavens y Nic Smal y producida por Disney Television Animation en asociación con Titmouse, Inc., se estrenó el 10 de marzo de 2023 en Disney Channel.
En junio de 2023, la serie se renovó para una segunda temporada.

## Sinopsis
Ambientada en Table Town, una isla montañosa urbanizada habitada por criaturas y animales mágicos, la serie se centra en las aventuras de Kiff, una joven ardilla optimista cuyas mejores intenciones a menudo conducen al caos total, y su mejor amigo Barry, un dulce y apacible conejito mientras conquistan la isla con sus interminables aventuras y entusiasmo por la vida con lecciones sobre la importancia de la aceptación, la amistad, el desinterés, la autoestima, la sinceridad y la notoriedad en el camino.

## Personajes

### Principal
- Kiff Chatterley (con la voz de Kimiko Glenn): una joven ardilla optimista que es la protagonista de la serie. Su alias de Internet es 'Kifftastic4' en Table Toob. En "Apodos", se revela que "Kiff" es solo su apodo. Su verdadero nombre es desconocido.
- Barry Buns (con la voz de H. Michael Croner): un conejo macho dulce y apacible que es el mejor amigo y compañero de Kiff.

### Recurrentes
La familia de Kiff
- Martin Chatterley (con la voz de James Monroe Iglehart): el padre distraído de Kiff, a quien le encantan las palomitas de maíz y el jugo de naranja. Su alias de Internet es 'SmartyPrance116' en Table Toob. Secretamente quería ser patinador sobre hielo durante su juventud.
- Beryl Chatterley (con la voz de Lauren Ash): la madre de Kiff y la esposa de Martin Chatterly.

La familia de Barry
- Mary Buns (con la voz de Rachel House): la cálida y amable madre de Barry. Habla con acento neozelandés.
- Harry Buns (conocido profesionalmente como DJ 11:30) (con la voz de Josh Johnson): el hermano adolescente mayor de Barry y aspirante a DJ.
- Terri Buns (conocida profesionalmente como Terri Two-Bowls) (con la voz de Nichole Sakura): la hermana mayor de Barry y la hermana menor de Harry. Es una influencer de las redes sociales. También tiene un trabajo como repartidora de pizzas.
- Kristophe Buns: el hermanito tuerto de Barry. A menudo se le ve con Farley, un robot de juguete que una vez perteneció a Harry. Es el más joven de la familia Buns.

La familia Fox
- Candle Fox (con la voz de Vella Lovell): una zorra popular y rica en la clase de Kiff y Barry y la hija de Roy. Ella es la líder de su propio grupo llamado "Abras" (un juego de palabras con candelabros). A pesar de una rivalidad ocasional, ella y Kiff son buenas amigas. No tiene madre porque sus padres están divorciados.
- Roy Fox (con la voz de Eric Bauza): el padre de Candle, presidente de Foxhole Productions, así como productor de televisión para programas de telerrealidad como "Table Town Has Talent", "Table Town's Cringiest Wannabes", "The 5 Jerks" y "Bailando sobre las mesas".

Personal de la escuela secundaria Table Town
- Secretario principal (con la voz de Nic Smal): un pájaro secretario con acento sudafricano que es el director de la escuela de Kiff y Barry. Aspiraba a ser director desde que estaba en la escuela secundaria. Él, Glarbin Gloobin, Sweepy Steve y la Sra. Moufflé tienen su propio grupo llamado "The Table Town Riddler's Society".
- Helen (con la voz de Lucy Heavens): una bruja excéntrica, egoísta y egoísta que es la maestra de teatro de Kiff y Barry.
- Miss Deer Teacher (con la voz de Deedee Magno Hall): una cierva de 33 años que es la maestra de Kiff y Barry. Solía ser comediante antes de convertirse en maestra. Ella todavía juega sin ironía con muñecas y animales de peluche cuando está en casa.

Estudiantes de la escuela secundaria Table Town
- Gareth y Darryn (ambos con la voz de Tom Kenny): los compañeros de clase de Kiff y Barry.
- Trevor Angstrom (con la voz de Tom Kenny): un erizo en la clase de Kiff y Barry. Más tarde se hace amigo de Candle y, a veces, se lo presenta como un antagonista en ciertos episodios.
- Reggie (con la voz de Eric Bauza): un mapache nerd pero leal en la clase de Kiff y Barry. Tiene 2 mamás, ambas tienen 2 mamás, ambas divorciadas. Aspira a ser programador de videojuegos.
- Billiam (con la voz de Eric Bauza): un joven macho Cabra, que es el mejor amigo de Candle.
- Renée du Bedat (con la voz de Mary Mack): una hembra jabalí verrugoso en la clase de Kiff y Barry.

Personajes recurrentes
- Miss Moufflé (con la voz de Aparna Nancherla): una bibliotecaria jirafa que dirige la biblioteca local en Table Town. Ella tiende a ser un poco psicópata cada vez que escucha a alguien afirmar que es una 'villana', o le hace preguntas que la ofenden personalmente, como "Tal vez podrías callarte un poco". Ella, la secretaria principal, Glarbin Gloobin y Sweepy Steve tienen su propio grupo llamado "The Table Town Riddler's Society".
- Pawva (con la voz de Katie Crown): la barista de la ciudad.
- Trollie (con la voz de Rhys Darby): un troll que vive debajo del puente de la ciudad. Habla con acento neozelandés.

Invitados
- Kim Popularé (con la voz de Vella Lovell): un lemur que usa tacones altos y es amiga de Candle. Ella, al principio, hablaba con acento sueco y se hacía llamar Kennedy. Pero después de que Barry la vence en un juego de identificación de hechos y mentiras, ella reveló su verdadero nombre y comenzó a hablar con acento estadounidense.

## Episodios

### Temporada 1 (2023-2024)
| N.º en serie | N.º en temp. | Título | Fecha de emisión original | Fecha de emisión Latinoamérica | Código de prod. | Audiencia (millones) |
| ------------ | ------------ | --- | ------------------------- | ------------------------------ | --------------- | -------------------- |
| 1            | 1            | «Sed por brillar / El cuarto baño (LA) Sed de ser la primera / El cuarto baño (ES)» «Thirst to Be the First / The Fourth Bath»                                                                               | 10 de marzo de 2023       | 11 de septiembre de 2023       | 101             | 0.14                 |
| 2            | 2            | «¡Vaya fiesta! / ¡Qué viaje!» «Pool Party / Road Trip» | 10 de marzo de 2023       | 12 de septiembre de 2023       | 102             | —                    |
| 3            | 3            | «El DJ del almuerzo / Feria laboral (LA) El DJ del brunch / El día de los oficios (ES)» «Brunch DJ / Career Day»                                                                                             | 18 de marzo de 2023       | 13 de septiembre de 2023       | 103             | —                    |
| 4            | 4            | «Los cinco pichones de la Acapelapocalipsis / Déjame algo de jugo (LA) Las cinco palomas del Acapelocalipsis / Deja un poco de zumo (ES)» «The Five Pigeons of the Acapellapocalypse / Leave a Little Juice» | 18 de marzo de 2023       | 14 de septiembre de 2023       | 104             | —                    |
| 5            | 5            | «Barry, el chico grande / Club del libro» «Big Barry on Campus / Club Book» | 28 de marzo de 2023       | 15 de septiembre de 2023       | 105             | —                    |
| 6            | 6            | «El Mix de Kiff / Kiff a bordo (LA)» «Kiff's Mix / Kiff's on a Plane» | 25 de marzo de 2023       | 18 de septiembre de 2023       | 106             | —                    |
| 7            | 7            | «Farley / ¡Salchicas al 2x1! (LA) Farley / 2X1 en Hot Dogs (ES)» «Farley / Two for One Hot Dogs» | 1 de abril de 2023        | 19 de septiembre de 2023       | 107             | —                    |
| 8            | 8            | «¡Día de medio año! / Ya no suenes, arpa (LA) El día de la mitad / Silencio, arpa mía (ES)» «Halfway There Day / Be Still My Harp»                                                                           | 1 de abril de 2023        | 20 de septiembre de 2023       | 108             | —                    |
| 9            | 9            | «Amigoversario / Totalmente Table Town» «Friendiversary / Totally Table Town» | 8 de abril de 2023        | 8 de enero de 2024             | 109             | —                    |
| 10           | 10           | «Sombrero / Objetos perdidos» «Hat / Lost and Found» | 15 de abril de 2023       | 10 de enero de 2024            | 111             | —                    |
| 11           | 11           | «Calcetines bailarines» «Principal Dance Socks» | 22 de abril de 2023       | 9 de enero de 2024             | 110             | 0.09                 |
| 12           | 12           | «¿Verdad o mentira? / Apodos» «Two Truths and a Bunny / Nicknames» | 29 de abril de 2023       | 11 de enero de 2024            | 112             | 0.24                 |
| 13           | 13           | «El sonido de Helen- / La compra semanal» «The Sound of Helen / Weekly Grocery Shop» | 6 de mayo de 2023         | 12 de enero de 2024            | 113             | 0.14                 |
| 14           | 14           | «Amistad en tiempos de queso / Sopanovela» «Friendship in the Time of Cheese Caves / Soup Opera» | 13 de mayo de 2023        | 15 de enero de 2024            | 114             | 0.11                 |
| 15           | 15           | «Líder accidental / El arte de Lobo Fantasma» «Mall Leader / Ghost Wolf's Art» | 20 de mayo de 2023        | 16 de enero de 2024            | 115             | 0.15                 |
| 16           | 16           | «'¿Cuántas abuelas? / Niñera posible» «Fresh Outta Grandmas / Maybe-sitting» | 17 de junio de 2023       | 2 de abril de 2024             | 116             | —                    |
| 17           | 17           | «Adivina adivinador / Lo que hay en el interior» «Everyday I'm Riddlin' Riddlin / Life on the Inside» | 24 de junio de 2023       | 2 de abril de 2024             | 117             | —                    |
| 18           | 18           | «Entrega especial / Papá está perdido» «Weird Delivery / No Dad Ideas» | 1 de julio de 2023        | 9 de abril de 2024             | 118             | —                    |
| 19           | 19           | «Salón de maestros / Asistente personal» «Faculty Lounge / Personal Assistant» | 1 de julio de 2023        | 9 de abril de 2024             | 119             | —                    |
| 20           | 20           | «La gran fiesta de Halloween de Trevor» «Trevor's Rockin' Halloween Bash» | 29 de septiembre de 2023  | 16 de abril de 2024            | 120             | —                    |
| 21           | 21           | «Andando, brincando, ¿voy? / ¿Sigo a la manada?» «I Like to Move It! / Hive Got an Idea» | 7 de octubre de 2023      | 16 de abril de 2024            | 121             | —                    |
| 22           | 22           | «¡Puede mas un diente! / En busca de los bloopers» «You Can't Handle the Tooth! / Blooper Quest» | 14 de octubre de 2023     | 23 de abril de 2024            | 122             | —                    |
| 23           | 23           | «A podar se ha dicho / Harry, ¿ya es adulto?» «When You Mow, You Mow / Harry's Maturity Crisis» | 21 de octubre de 2023     | 23 de abril de 2024            | 123             | —                    |
| 24           | 24           | «Risueños / Chatterley vs. Chatterley» «Silly Moods / Chatterley vs. Chatterley» | 28 de octubre de 2023     | 30 de abril de 2024            | 124             | —                    |
| 25           | 25           | «Ardilla-Hambre / Paraporsiempre» «Hungee Squirrel / The Foreverangees» | 4 de noviembre de 2023    | 30 de abril de 2024            | 125             | —                    |

## Producción

### Desarrollo
En 2017, los creadores Nic Smal y Lucy Heavens se conocieron por primera vez cuando eran animadores de Triggerfish Animation Studios, ya que el dúo afirmó que "hablaban el mismo lenguaje de comedia" En diciembre de 2017, la concepción de la serie comenzó bajo el título provisional Donk. 
En mayo de 2018, Disney optó por la serie después de su lanzamiento inicial. El 17 de junio de 2021, durante el  Festival Internacional de Cine de Animación de Annecy se anunció que Lucy Heavens y Nic Smal estaban desarrollando una serie animada titulada Kiff .  Según el dúo, la serie está inspirada en sus experiencias al crecer en Ciudad del Cabo mientras que Heavens la describió como una serie "sobre una niña que vive con sus padres y va a la escuela" cuya comedia se centra en el mundo y los personajes que aparecen. La vicepresidenta sénior de animación de Disney Channel, Meredith Roberts, dijo: "Lucy y Nic son un equipo creativo brillante que produjo una serie fresca y divertida con imágenes vibrantes que ayudan a dar vida a la amistad entre una ardilla y un conejito en una forma única". forma". La serie es producida por Disney Televisión Animación y Titmouse con Kent Osborne como coproductor y editor de la historia, y Winnie Chaffee como productora. Consta de episodios de 22 minutos, compuestos por dos segmentos de 11 minutos.  Edward Mejía, un ejecutivo de Disney, supervisa la serie.
El 13 de junio de 2023, Disney Television Animation anunció que la serie se renovó para una segunda temporada.

### Música
La serie presenta un número musical original por episodio.

### Animación
Además de coproducir, Titmouse, Inc. también proporciona la animación de la serie (y la animación en el extranjero corre a cargo de Yearim).

## Lanzamiento
Kiff se estrenó simultáneamente en Disney Channel y Disney XD el 10 de marzo de 2023, y los primeros seis episodios del programa se lanzaron en Disney+ un día después. En junio de 2022, se anunció que la primera temporada de la serie tendría 30 episodios de 22 minutos.